# Philadelphia Lone Star Football Club
Philadelphia Lone Star Football Club, anteriormente conhecido como Junior Lone Star Football Club, é uma agremiação esportiva da cidade de Filadélfia, Pensilvânia.  Atualmente disputa a National Premier Soccer League.

## História

Escudo do Junior Lone Star

O Junior Lone Star Football Club foi fundado em 2001 por imigrantes vindos da Libéria. O clube possui seu nome e sua cores inspiradas pela Seleção Liberiana de Futebol. Desde 2012 o clube disputa a National Premier Soccer League.

## Estatísticas

### Participações
|  | Participações em 2020 |

| Competição     | Competição               | Temporadas | Melhor campanha             | Estreia | Última | P | R |
| Estados Unidos | NPSL                     | 7          | Final de Conferência (2019) | 2012    | 2019   |   | – |
| Estados Unidos | Lamar Hunt U.S. Open Cup | 2          | Primeira Fase (2017)        | 2017    | 2019   |   | – |